# Iligan
Iligan è una città indipendente altamente urbanizzata (HUC) delle Filippine, geograficamente situata nella Provincia di Lanao del Norte ma amministrativamente indipendente, nella Regione del Mindanao Settentrionale.
Iligan è formata da 44 baranggay:
- Abuno
- Acmac
- Bagong Silang
- Bonbonon
- Bunawan
- Buru-un
- Dalipuga
- Del Carmen
- Digkilaan
- Ditucalan
- Dulag
- Hinaplanon
- Kabacsanan
- Hindang
- Kalilangan

- Kiwalan
- Lanipao
- Luinab
- Mahayhay
- Mainit
- Mandulog
- Maria Cristina
- Palao
- Panoroganan
- Poblacion
- Puga-an
- Rogongon
- San Miguel
- San Roque
- Santa Elena

- Santa Filomena
- Santiago
- Santo Rosario
- Saray-Tibanga
- Suarez
- Tambacan
- Tibanga
- Tipanoy
- Tominobo Proper
- Tominobo Upper
- Tubod
- Ubaldo Laya
- Upper Hinaplanon
- Villa Verde